# Brin (stacja metra)
Brin – stacja metra w Genui, położona na jedynej linii sieci. 
Znajduje się wzdłuż via Benedetto Brin w pobliżu Certosa, obszaru mieszkalnego na północno-zachodnich obrzeżach stolicy Ligurii. Stacja znajduje się na wiadukcie przy wyjściu z tunelu Certosa, tunelu dzielącego Brin od stacji Dinegro, o długości 1750 m.
Obecnie jest to stacja końcowa, chociaż planowane jest przedłużenie na północ, w kierunku nowego przystanku Canepari.
Zaprojektowana przez architekta Renzo Piano, oficjalna inauguracja stacji odbyła się 13 czerwca 1990. 